# Смореброд
Смореброд (дан. smørrebrød, данська вимова: [ˈsmɶɐ̯ˌpʁœðˀ] ; в оригіналі smør og brød, букв. «масло і хліб») — традиційний данський відкритий бутерброд, який зазвичай складається зі шматка житнього (rugbrød), щільного, темно-коричневого хліба, вкритого домашньою або виробленою м'ясною нарізкою, шматочками м'яса або риби, сиром чи намазками та гарнірами.

## Хліб
Хліб є дуже важливою складовою скандинавського столу, насамперед rugbrød, що являє собою житній хліб на заквасці. Це темний щільний хліб, який часто купують нарізаним, у різновидах від світлого жита до дуже темного та від рафінованого до цільнозернового. Він складає основу смореброда, що тісно пов'язаний зі шведською відкритою канапкою- smörgås. Деякі додатки подають на franskbrød (букв. французький хліб), дуже легкий хрусткий пшеничний хліб. Хліб зазвичай змащують маслом, хоча для деяких варіантів є звичним намазування смальцем.

## Додатки

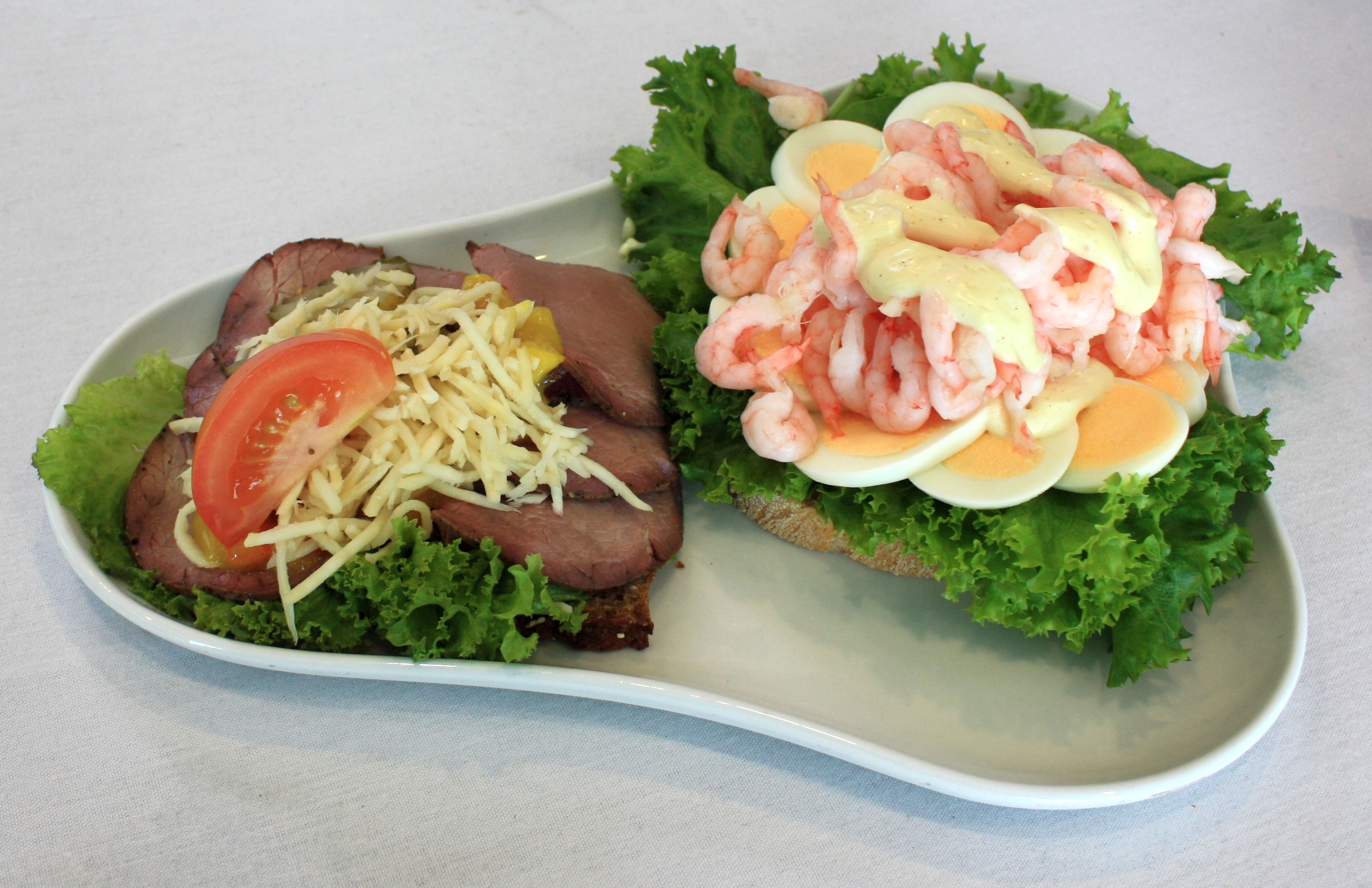
Smørrebrød (відкритий бутерброд), зліва: запечена яловичина з ремуладом, помідорами та подрібненим хроном на данському житньому хлібі праворуч: яйце, креветки, лимон і майонез на білому хлібі

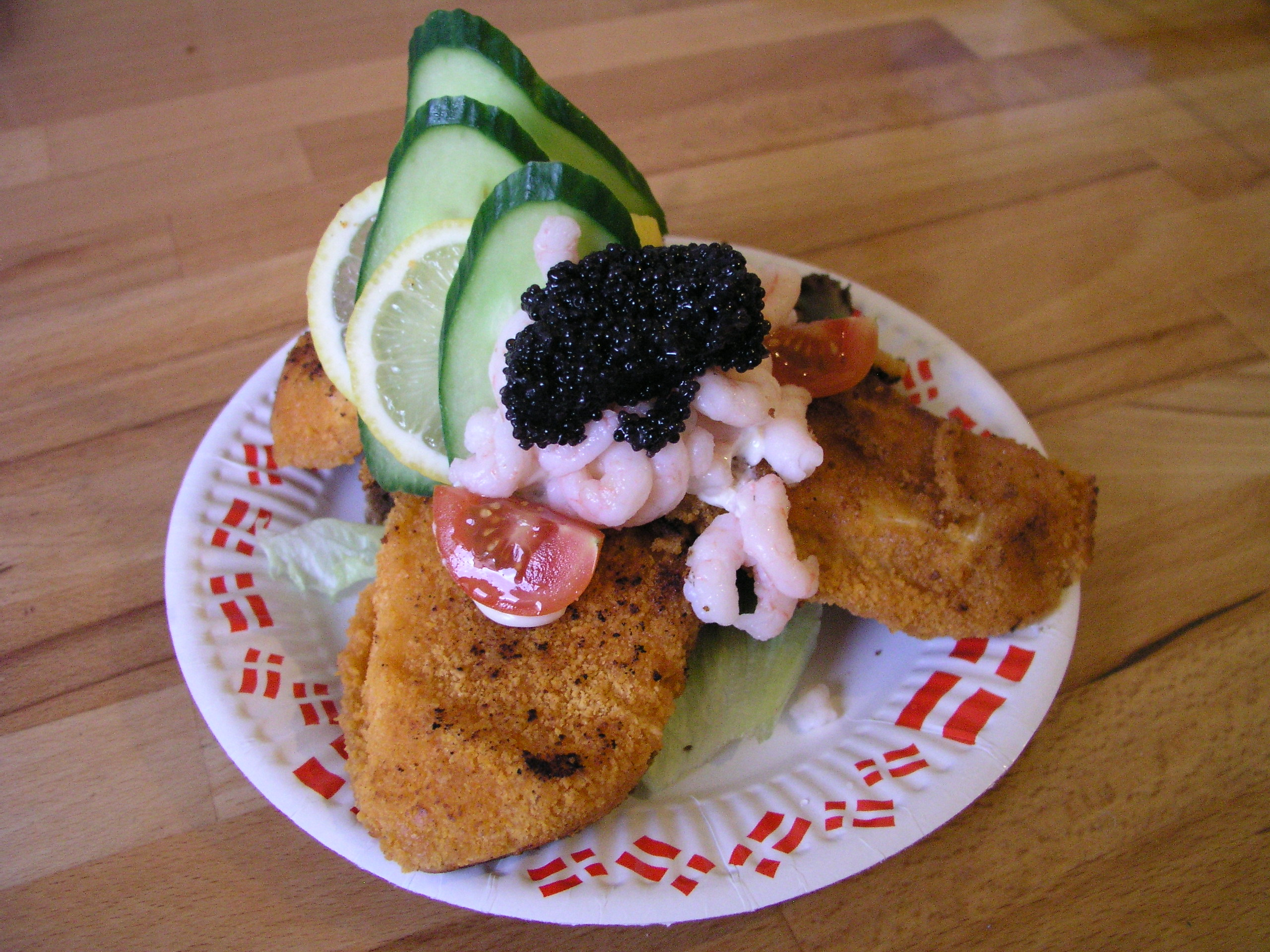
Темний житній хліб, вкритий панірованою рибою, салатом, огірком, креветками, чорною ікрою та помідорами.

Традиційні додатки включають мариновані оселедці (звичайні, пряні або в'ялені), трохи солодші, ніж голландські або німецькі оселедці; тонко нарізаний сир у різних варіаціях; нарізаний огірок, помідор і варені яйця; паста зі свинячої печінки; десятки видів в'яленого або обробленого м'яса у тонких скибочках або копченої риби, наприклад лосося; скумбрія в томатному соусі; маринований огірок; варене яйце і кільця червоної цибулі. Майонез, змішаний з горохом, нарізаною скибочками вареної спаржі та нарізаної моркви, називається italiensk salat (букв. «Італійський салат», названий так тому, що кольори відповідають італійському прапору), ремулад або інші густі соуси часто складають верхній шар відкритого бутерброда, який зазвичай їдять з допомогою столових приборів. Заведено передавати блюдо з нарізаним хлібом навколо столу, а потім передавати по колу блюдо з додатками, і люди самі собі складають канапки.
Більш святкові закуски можна вільно розділити на кілька страв: Спочатку рибні начинки (наприклад, оселедець, креветки або копчений лосось), потім м'ясні нарізки та салати, нарешті, сир з хлібом або крекерами та трохи фруктів. До м'яса часто подають одну чи кілька теплих страв до особливих випадків, наприклад: паніроване філе камбали, medister (смажені сосиски), frikadeller (фрикадельки) з маринованою червонокачанною капустою, або mørbradbøf (свиняча вирізка з обсмаженою цибулею або вершковим грибним соусом). Додатки змінюються з порою року, а деякі переважно пов'язані з великодніми або різдвяними сніданками, наприклад, зельц та æbleflæsk (букв. «яблучна свинина», смажена свинина або бекон в яблучному соусі). Влітку пропонують легші додатки, такі як копчена скумбрія, sommersalat (букв. «літній салат», редька та огірок у заправці з копченого сиру), молода картопля та свіжоочищені креветки.
Існує сотні комбінацій та різновидів смореброд, але деякі традиційні приклади включають:
- Dyrlægens natmad (букв. «північна закуска ветеринара») — на шматку темного житнього хліба, шарі паштету з печінки, увінчаному шматочком солоної яловичини та шматочком м'ясного холодцю. Це все прикрашено кільцями сирої цибулі та садовим кресом.
- Вугор — копчений вугор на темному житньому хлібі, вкритий яєчнею та нарізаною редискою або нарізаною цибулею шніт.
- Leverpostej — теплий паштет з грубої подрібненої печінки, поданий на темному житньому хлібі, вкритий беконом, та обсмаженими грибами.
- Смажена яловичина — нарізана тонкими скибочками та подається на темному житньому хлібі, вкритому порцією ремуладу, прикрашений шматочками подрібненого хрону та підсмаженої цибулі.
- Смажена свинина — нарізана тонкими скибочками та подається на темному житньому хлібі, вкрита червоною кисло-солодкою капустою та прикрашена скибочкою апельсина.
- Лосось — скибочки лосося холодного копчення або гравлаксу (в'ялений лосось) на білому хлібі, вкритого креветками та прикрашений скибочкою лимона та свіжим кропом.
- М'ясний рулет із прянощами — вкритий тонкими нарізаними шматочками м'ясного холодцю, увінчаний кільцями сирої цибулі та садовим кресом
- Stjerneskud (букв. «Зірка, що падає») — на основі білого хліба, змащеного маслом, два шматки риби: шматок розпареної білої риби на одній половині, шматок смаженої, пошарпаної камбали на другій половині. Зверху насипана гірка креветок, яку потім прикрашають краплею майонезу, червоною ікрою та скибочкою лимона.
- Тартар — сирий нежирний яловичий фарш із сіллю і перцем, подається на темному житньому хлібі, вкритий кільцями сирої цибулі, тертим хроном та сирим жовтком.

Розкішний шматок смореброд з ресторану може бути майже стравою сам по собі, тоді як повсякденні додатки набагато простіші та часто неприкрашені.

## В літературі
Норвезько-датський поет Йоган Герман Вессель (1742—1785) написав класичний вірш про смореброд.

## Дивитися також
- Шведський стіл
- Тапас
- Данська кухня